# Budova základní školy v Libranticích
Základní škola v Libranticích je školní budova postavená v letech 1913–14 v centru obce Librantice v okrese Hradec Králové. V roce 2002 byla Ministerstvem kultury České republiky prohlášen za kulturní památku České republiky.

## Historie
Vyučování dětí probíhalo v Libranticích od roku 1778 v soukromých staveních, od roku 1804 pak ve speciálně postavené obecní chalupě. V roce 1817 byla zahájena stavba školy – jedná se o dnešní budovu obecního úřadu v Libranticích. 15. dubna 1913 byl pak položen základní kámen ke zcela nové školní budově (letopočet 1913 je ve štuku proveden na průčelí budovy), v ní pak bylo 7. ledna 1914 zahájeno vyučování. Některé prameny kladou vznik školy do roku 1910, jiné naopak až do let 1919–20.
V roce 2002 byla budova prohlášena chráněnou kulturní památkou.

## Architektura
Architektonický návrh budovy je připisován Václavu Rejchlovi ml., realizace stavby pak Václavu Rejchlovi st. Lze předpokládat, že Václav Rejchl st. se ale podílel i na návrhu samotném – ukazuje na to použití některých typických zdobných prvků, např. pilastrů s jónskými hlavicemi, které lze pozorovat i na některých dalších jeho realizacích (např. vila Morušovka).
Volně stojící budova školy je jednopatrová, podsklepená, orientovaná rovnoběžně s hlavní komunikací. Stylově lze hovořit o eklekticismu s prvky secese. Stavba je z cihelného zdiva, krytá vápennou omítkou a dekorovaná štukovou výzdobou. Parková úprava před hlavním průčelím, která byla součástí původního návrhu, se nedochovala.